# Leptynia hispanica
Leptynia hispanica är en insektsart som först beskrevs av Bolívar 1878.  Leptynia hispanica ingår i släktet Leptynia och familjen Diapheromeridae. Inga underarter finns listade i Catalogue of Life.